# Q-system
Il Q-system è una classificazione geomeccanica sviluppata nel 1974 da Nick Barton, Lien R.e Lunde J. nel NGI (Norwegian Geotechnical Institute). Il sistema è stato sviluppato sulla base di 212 tunnel scavati in rocce granitoidi della Norvegia. Grazie all'analisi di 6 parametri è possibile valutare la qualità di un ammasso roccioso e consente una stima di massima dei supporti per le pareti dello scavo.

## Sistema
IL Q-system si basa sull'analisi di 6 parametri che tengono conto dello stato dell'ammasso:
- RQD, Rock Quality Designation
- Jn, parametro che dipende numero di discontinuità
- Jr, parametro che dipende dalla rugosità della superficie delle discontinuità
- Ja, parametro che dipende dal grado di alterazione delle discontinuità
- Jw, parametro che dipende dalla presenza di acqua
- SRF, fattore di riduzione dello sforzo

La formula è quindi:
{\displaystyle Q={\frac {RQD}{J_{n}}}{\frac {J_{r}}{J_{a}}}{\frac {J_{w}}{SRF}}}
RQD/Jn è un fattore rappresentativo della struttura della roccia e della dimensione dei blocchi, Jr/Ja rappresenta la resistenza al taglio che sviluppano i blocchi, mentre Jw/SRF è indicativo della condizione di sforzo presente nell'ammasso.